# Zimní stadion

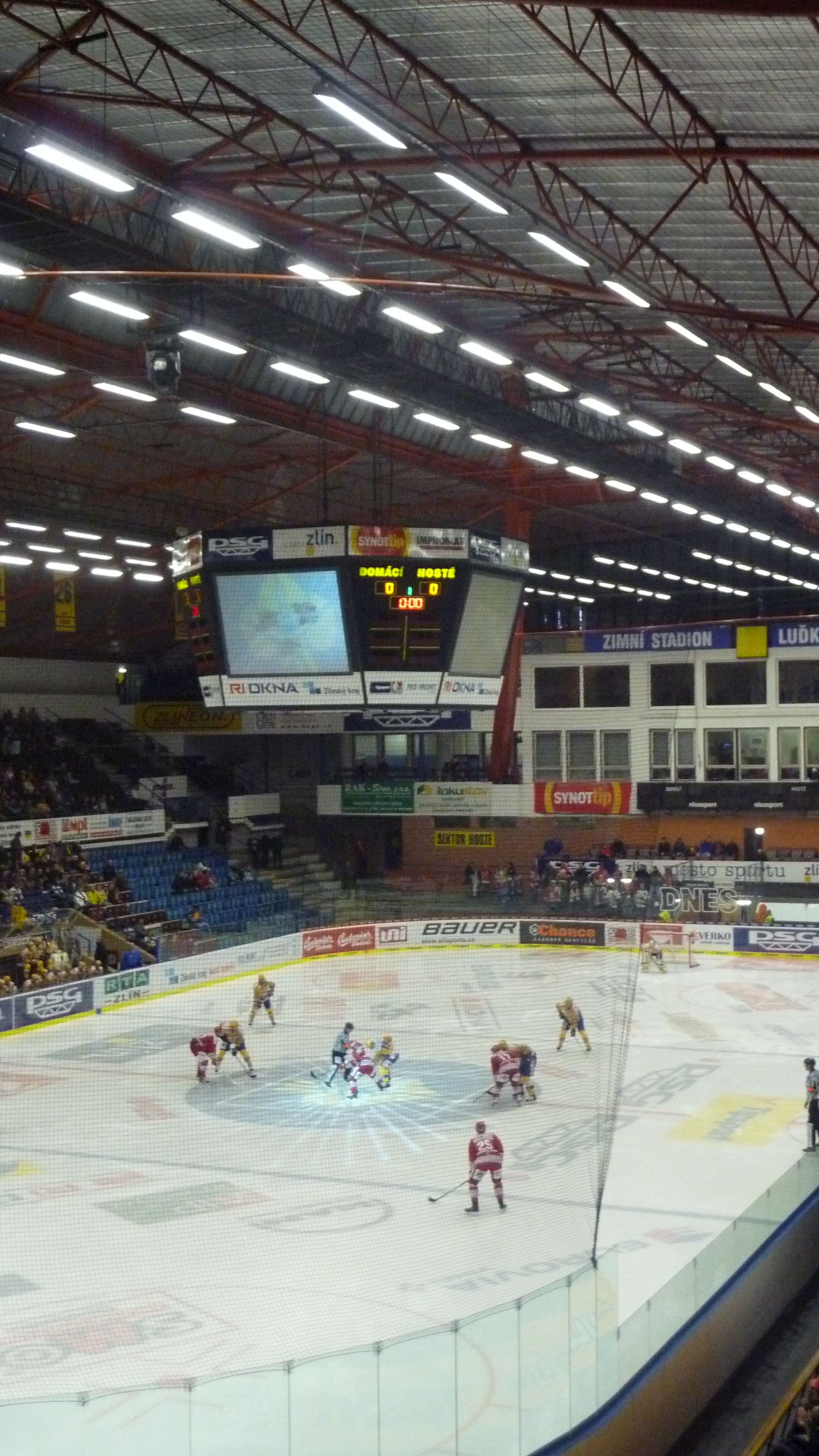
Zimní stadion ve Zlíně

Zimní stadion je stadion vhodný pro provozování některých zimních sportů. V zimním stadionu se konají turnaje, soutěže a zápasy ve sportovních odvětvích, jako je lední hokej, curling, rychlobruslení a krasobruslení. 
Některé sportovní aktivity konané v zimních stadionech mají kolektivní charakter (týmové soutěže, družstva), jiné jsou individuální (soutěže jednotlivců).
Po položení parket na led a zakrytí celé ledové plochy nekluzkým povrchem se zimní stadiony mohou používat také k jiným účelům. Mimo hlavní sportovní sezónu slouží např. ke konání koncertů, setkání většího množství lidí, turnajům v deskových hrách, výprodejům různého zboží a samozřejmě k provozování ostatních sportů. 